# Matinera de pit escatós
La matinera de pit escatós (Illadopsis albipectus) és un ocell de la família dels pel·lorneids (Pellorneidae).

## Hàbitat i distribució
Habita els boscos del nord d'Angola, sud, centre, nord, est i nord-est de la República Democràtica del Congo, República Centreafricana, extrem sud-est del Sudan, Uganda, extrem oest de Kenya i nord-oest de Tanzània.